# Salcedo, Dominikanska republiken
Salcedo är en kommun och ort i norra Dominikanska republiken och är den administrativa huvudorten för provinsen Hermanas Mirabal. Kommunen har cirka 40 000 invånare. Vid folkräkningen 2010 bodde 13 803 invånare i centralorten.